# Arrondissement de Tübingen

L'arrondissement de Tübingen est un arrondissement (Landkreis en allemand) de Bade-Wurtemberg (Allemagne) situé dans le district (Regierungsbezirk en allemand) de Tübingen. 
Son chef-lieu est Tübingen.

## Tableau Général des Communes

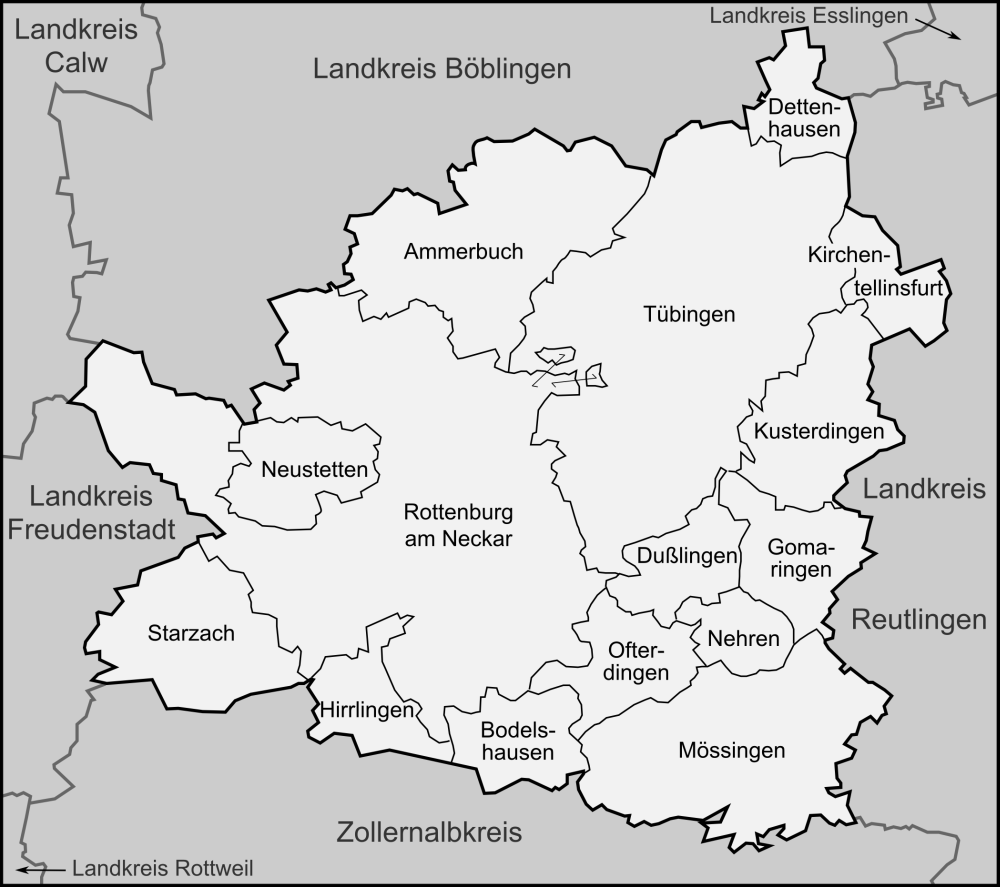
Localisation des communes dans l'arrondissement

| Unité Territoriale   | Statut               | Nbre Quartiers Ortsteile/Stadtteile | Bourgmestre (Parti)  | Code Postal                 | Indicatif Téléphonique                       | Code Plaque Minéralogique | Superficie | Population | Date population | Densité |
| -------------------- | -------------------- | ----------------------------------- | -------------------- | --------------------------- | -------------------------------------------- | ------------------------- | ---------- | ---------- | --------------- | ------- |
| Ammerbuch            | Commune              | 6                                   | Christel Halm (CDU)  | 72070 et 72119              | +49-07032 et +49-07073                       | TÜ                        | 48,06 km²  | 11 264     | 31/12/2015      | 234,37  |
| Bodelshausen         | Commune              | 1                                   | Uwe Ganzenmüller     | 72411                       | +49-07471                                    | TÜ                        | 13,82 km²  | 5 767      | 31/12/2015      | 417,29  |
| Dettenhausen         | Commune              | 2                                   | Thomas Engesser      | 72135                       | +49-07157                                    | TÜ                        | 11,02 km²  | 5 518      | 31/12/2015      | 500,73  |
| Dußlingen            | Commune              | 2                                   | Thomas Hölsch        | 72144                       | +49-07072                                    | TÜ                        | 13,06 km²  | 5 819      | 31/12/2015      | 445,56  |
| Gomaringen           | Commune              | 2                                   | Steffen Heß          | 72810                       | +49-07072                                    | TÜ                        | 17,31 km²  | 8 833      | 31/12/2015      | 510,28  |
| Hirrlingen           | Commune              | 1                                   | Christoph Wild (CDU) | 72145                       | +49-07478                                    | TÜ                        | 12,82 km²  | 3 045      | 31/12/2015      | 237,52  |
| Kirchentellinsfurt   | Commune              | 1                                   | Bernd Haug           | 72138                       | +49-07121                                    | TÜ                        | 11,00 km²  | 5 608      | 31/12/2015      | 509,82  |
| Kusterdingen         | Commune              | 5                                   | Jürgen Soltau        | 72127 et 72138              | +49-07071                                    | TÜ                        | 24,24 km²  | 8 471      | 31/12/2015      | 349,46  |
| Mössingen            | Ville-Arrondissement | 6                                   | Michael Bulander     | 72116                       | +49-07473                                    | TÜ                        | 50,05 km²  | 19 874     | 31/12/2015      | 397,08  |
| Nehren               | Commune              | 1                                   | Egon Betz            | 72147                       | +49-07473                                    | TÜ                        | 8,59 km²   | 4 244      | 31/12/2015      | 494,06  |
| Neustetten           | Commune              | 3                                   | Gunther Schmid       | 72149                       | +49-07457 et +49-07472                       | TÜ                        | 15,87 km²  | 3 539      | 31/12/2015      | 223,00  |
| Ofterdingen          | Commune              | 1                                   | Joseph Reichert      | 72131                       | +49-07473                                    | TÜ                        | 15,15 km²  | 4 838      | 31/12/2015      | 319,34  |
| Rottenburg am Neckar | Ville-Arrondissement | 18                                  | Stephan Neher (CDU)  | 72108                       | +49-07073, +49-07457, +49-07472 et +49-07478 | TÜ                        | 142,27 km² | 43 278     | 31/12/2015      | 304,20  |
| Starzach             | Commune              | 5                                   | Thomas Noé           | 72181                       | +49-07457, +49-07472, +49-07478 et +49-07483 | TÜ                        | 27,82 km²  | 4 275      | 31/12/2015      | 153,67  |
| Tübingen             | Ville-Arrondissement | 23                                  | Boris Palmer (Verts) | 72070, 72072 72074 et 72076 | +49-07071, +49-07073 et +49-07472            | TÜ                        | 108,12 km² | 87 464     | 31/12/2015      | 808,95  |
| Tübingen             | 15 Communes          |                                     |                      |                             |                                              |                           | 519,20 km² | 221 837    | 31/12/2015      | 427,27  |